# Hultajowszczyzna
Hultajowszczyzna (biał. Гультаёўшчына; ros. Гультаёвщина) – wieś na Białorusi, w obwodzie witebskim, w rejonie brasławskim, w sielsowiecie Widze.

## Historia
W czasach zaborów w granicach Imperium Rosyjskiego.
W latach 1921–1945 wieś leżała w Polsce, w województwie nowogródzkim (od 1926 w województwie wileńskim), w powiecie brasławskim, w gminie Widze.
Według Powszechnego Spisu Ludności z 1921 roku zamieszkiwały tu 23 osoby, 20 były wyznania rzymskokatolickiego, a 3 staroobrzędowego. Jednocześnie wszyscy mieszkańcy zadeklarowali polską przynależność narodową. Było tu 5 budynków mieszkalnych. W 1931 w 8 domach zamieszkiwały 34 osoby.
Miejscowość należała do parafii rzymskokatolickiej w Wasiewiczach i prawosławnej w Kozianach. Podlegała pod Sąd Grodzki w Opsie i Okręgowy w Wilnie; właściwy urząd pocztowy mieścił się w Kozianach.